# You're Next
You're Next (Cacería Macabra en Argentina, Chile y Perú, Tú eres el siguiente en España y Tú eres el próximo en México) es una película de terror estadounidense de 2013 dirigida y editada por Adam Wingard, escrita por Simon Barrett  y protagonizada por Sharni Vinson, Nicholas Tucci, Wendy Glenn, A.J. Bowen y Joe Swanberg.
La película tuvo su estreno mundial en el Programa Madness de Medianoche del Festival Internacional de Cine de Toronto 2011. La película fue estrenada el 23 de agosto de 2013 en los Estados Unidos, donde hizo 7.000.000 dólares en su primer fin de semana. A partir de octubre, ha recaudado más de $25 millones.

## Argumento
La película comienza con una pareja teniendo sexo en lo que parece una solitaria casa en el bosque. Después de tomar una ducha, Erik descubre la frase "You're next" escrita con sangre en la puerta corrediza de vidrio de la sala, más allá de la cual puede ver el cadáver de su novia Talía. Poco después es asesinado por Máscara de Cordero.
Erin acompaña a su novio, Crispian, a una reunión familiar en su casa de Misuri, cerca de la anterior casa, donde los asesinatos aún no han sido descubiertos. También están presentes los padres de Crispian, Aubrey y Paul, y pronto empiezan a llegar los demás hermanos con sus respectivas parejas. Su dominante hermano mayor, Drake, y su esposa Kelly, sus hermanos menores, Félix y Aimee, y sus respectivas parejas Zee y Tariq. Pronto descubrirán que los están acechando desde el bosque. 
Después de esto, uno a uno, cada miembro de la familia comienza a ser asesinado por tres asesinos enmascarados.
Lo que los asesinos no esperaban, es que Erin terminaría dándoles una buena batalla y complicando las cosas para ellos, comenzando así una cacería en la que los victimarios tomarán el papel de víctima.

## Elenco
- Sharni Vinson es Erin, una astuta estudiante de máster en literatura y novia de Crispian, quien fue su maestro en la universidad. Ella aprendió a luchar y sobrevivir en un complejo de supervivencia en Australia.
- A. J. Bowen es Crispian Davison, segundo hijo de la familia Davison. Novio de Erin. Profesor de universidad, un poco acomplejado y constantemente fastidiado por su hermano Drake por ser gordo y débil.
- Nicholas Tucci es Felix Davison, el hijo pequeño e inadaptado de la familia. Un vago, según su hermano Drake, el "tontín".
- Wendy Glenn es Zee, la novia gótica y excéntrica de Félix.
- Joe Swanberg es Drake Davison, hijo mayor de Paul y Aubrey. Egocéntrico, petulante y testarudo, es el esposo de Kelly.
- Margaret Laney es Kelly, la esposa de Drake.
- Rob Moran es Paul Davison, padre de Drake, Aimee, Crispian y Felix.
- Amy Seimetz es Aimee Davison, la única hija de la familia y la niña de papá. Se muestra inestable y cree que nadie confía en ella.
- Ti West es Tariq, el novio cineasta de Aimee.
- Barbara Crampton es Aubrey Davison, madre de Drake, Aimee, Crispian y Felix.
- Lane Hughes como Máscara de zorro (Tom).
- L.C. Holt como Máscara de cordero (Craig).
- Simon Barrett como Máscara de tigre (Mike).
- Calvin Reeder como Oficial de Policía.
- Larry Fessenden como Erik Harson.
- Kate Lyn Sheil como Talia.

## Producción
You're Next fue filmado en 2011 en una mansión en Columbia, Misuri. El proceso de filmación se llevó a cabo durante cuatro semanas, y la mayoría de rodajes fueron nocturnos de 7 p. m. a 7 a. m.